# Малхасянц Петрос Гарайович
Петрос Гарайович Малхасянц (13 квітня 1935, Кисловодськ, Ставропольський край, РРФСР — 24 листопада 2007, Львів) — радянський та український артист балету, понад 40 років був провідним артистом балету, потім — балетмейстером-постановником Львівського театру опери та балету. Заслужений артист УРСР (1975).
Чоловік Ірини Красногорової.

## Життєпис

### Освіта та початок кар'єри
Закінчив Пермське хореографічне училище (роки навчання: 1952—1956; викладачі: К. Єсаулова, Ю. Плахт). Відтоді — соліст Горьковського театру опери та балету ім. О. Пушкіна (нині м. Нижній Новгород);

### Львівська опера
З 1959 року (з перервою) — провідний соліст Львівського театру опери та балету ім. С. Крушельницької, водночас 1997—2007 — викладач Львівського училища культури і мистецтв; 1979–82 — педагог-репетитор Великого театру у Варшаві; 1992–95 — художній керівник Краснодарського театру опери та балету.
1995 р. — 2002 р.р. — головний балетмейстер Львівського державного академічного театру опери та балету ім. С. Крушельницької.
Здійснив постановки балетів «Коппелія» Л. Деліба (1996), «Баядерка» Л. Мінкуса (1997), «Лебедине озеро» (1998) та «Франческа да Ріміні» (2002) П. Чайковського, «Половецькі танці» О. Бородіна (2001), «Вальпургієва ніч» Ш. Ґуно (2002). Деякі з цих балетів театр представляв на міжнародних фестивалях в Іспанії та Польщі.
Як педагог виховав багато юних талантів, які поповнили балетну трупу Львівського театру опери та балету.

## Основні партії
- Степан («Лілея» К. Данькевича),
- Олесь («Орися» А. Кос-Анатольського),
- Зиґфрід, Дезіре, Принц («Лебедине озеро», «Спляча красуня», «Лускунчик» П. Чайковського),
- Принц («Попелюшка» С. Прокоф'єва),
- Спартак, Красс («Спартак» А. Хачатуряна),
- Антоній, Цезар («Антоній і Клеопатра» Е. Лазарева),
- Ферхад («Легенда про любов» М. Мелікова),
- Вацлав («Бахчисарайський фонтан» Б. Асаф'єва),
- Базиль, Солодор («Дон Кіхот», «Баядерка» Л. Мінкуса),
- Феб, Клод («Есмеральда» Ч. Пуньї),
- Альберт («Жізель» А. Адана).